# Subsecretaría de Turismo de Chile
La Subsecretaría de Turismo de Chile (SUBTURISMO) es una subsecretaría de Estado como su nombre lo indica, es la encargada de promover el turismo en el país. Depende administrativamente del Ministerio de Economía, Fomento y Turismo. Desde el 10 de marzo de 2023, la subsecretaria respectiva es Verónica Pardo Lagos, actuando bajo el gobierno de Gabriel Boric.
Le corresponde a la Subsecretaría de Turismo, como órgano de colaboración inmediata del presidente del «Comité de Ministros del Turismo», y por delegación de funciones del ministro de Economía, Fomento y Turismo, velar por la coordinación en materia turística entre los ministerios, organismos y servicios.

## Historia
En febrero de 2010 fue promulgada y publicada la ley n° 20.423 del «Sistema institucional para el desarrollo del turismo». Dicho sistema, compuesto por el Comité de Ministros del Turismo; la Subsecretaría de Turismo; el Consejo Consultivo de Promoción Turística y el Servicio Nacional de Turismo, tiene por objeto el desarrollo y promoción de la actividad turística, por medio de mecanismos destinados para la creación, conservación y aprovechamiento de los recursos y atractivos turísticos.
Entre los años 2010 y 2014 —durante el primer gobierno de Sebastián Piñera—, se produjo la fase de instalación del nuevo sistema institucional. Dentro de los principales hitos de dicha etapa se cuentan la realización de la primera sesión del «Comité de Ministros y Ministras del Turismo» en junio de 2010, la entrada en funcionamiento de la Subsecretaría de Turismo el 1 de enero de 2011 y la creación del «Consejo de Consultivo de Promoción Turística».
Terminada la fase de instalación, la Subsecretaría de Turismo se propuso para el período 2015-2018 consolidar el sistema institucional abordando las brechas, potencialidades y oportunidades que presenta el sector a través de la ejecución del «Plan Nacional de Desarrollo Sustentable», además del trabajo en cambios normativos que permitan introducir ajustes al funcionamiento institucional actual y articular un conjunto de iniciativas de inversión con otros actores, tanto del mundo público como del privado.

## Funciones
La Subsecretaría de Turismo ejerce las funciones que le encomienda el título III de la Ley N°. 20.423:
- Asesorar al ministro-presidente del Comité de Ministros del Turismo en materias propias de su competencia.
- Elaborar y proponer al Comité los planes, programas y proyectos para el fomento, promoción y desarrollo del turismo, así como de las demás materias que requieran del estudio o resolución de aquel.
- Asistir con derecho a voz a las sesiones del Comité.
- Informar periódicamente al Comité acerca de la marcha del sector, del cumplimiento, ejecución, resultados y desarrollo de sus acuerdos e instrucciones.
- Contratar personas naturales o jurídicas, públicas o privadas, nacionales o extranjeras, para la realización de estudios vinculados con el funcionamiento y desarrollo integral del sector, así como los de prefactibilidad y factibilidad que sean necesarios para la formulación y ejecución de la Política Nacional de Turismo y de la Política de Promoción del mismo.
- Supervigilar la elaboración, ejecución y cumplimiento del Plan Anual de Acción del Servicio Nacional de Turismo.
- Proponer al ministro de Economía, Fomento y Turismo, el presupuesto anual de la Subsecretaría de Turismo y del Servicio Nacional de Turismo.
- Requerir de los Ministerios, servicios públicos y entidades en que el Estado tenga aportes de capital, participación o representación, los antecedentes y la información necesaria para el cumplimiento de sus funciones.
- Proponer la simplificación y modificación de las normas y procedimientos requeridos para el ingreso, permanencia y salida de los turistas del territorio nacional, coordinando con los servicios competentes las respectivas medidas de facilitación.
- Cumplir las funciones que le encomiende la ley y las que le delegue el ministro de Economía, Fomento y Turismo.

## Estructura
De la Subsecretaría de Turismo dependen los siguientes órganos:
Gabinete
- Dirección de Comunicaciones
- Unidad de Administración, Gestión y Participación Ciudadana
- División de Planificación Estratégica y Coordinación
  - Unidad de Experiencias y Destinos
  - Unidad de Infraestructura e Inversión Pública
  - Unidad de Atracción de Inversiones
- División de Estudios y Territorio
  - Unidad de Análisis y Gestión Territorial
  - Unidad de Análisis Económico

## Subsecretarios
| Retrato | Subsecretario/a          | Partido | Inicio              | Final               | Presidente        |
| ------- | ------------------------ | ------- | ------------------- | ------------------- | ----------------- |
|         | Jacqueline Plass Wähling | Ind.    | 1 de enero de 2011  | 3 de julio de 2013  | Sebastián Piñera  |
|         | Daniel Pardo López       | Ind.    | 3 de julio de 2013  | 11 de marzo de 2014 | Sebastián Piñera  |
|         | Javiera Montes Cruz      | PS      | 11 de marzo de 2014 | 11 de marzo de 2018 | Michelle Bachelet |
|         | Mónica Zalaquett Said    | UDI     | 11 de marzo de 2018 | 9 de junio de 2020  | Sebastián Piñera  |
|         | José Luis Uriarte Campos | UDI     | 12 de junio de 2020 | 11 de marzo de 2022 | Sebastián Piñera  |
|         | Verónica Kunze Neubauer  | Ind.    | 11 de marzo de 2022 | 10 de marzo de 2023 | Gabriel Boric     |
|         | Verónica Pardo Lagos     | PL      | 10 de marzo de 2023 | En el cargo         | Gabriel Boric     |